# 1929 en sport

Cet article présente les faits marquants de l'année 1929 en sport.

## Automobile
- Le Néerlandais Sprenger van Eijk remporte le Rallye automobile Monte-Carlo sur une Graham-Paige.
- 24 Heures du Mans : Bentley Motors gagne les 24H avec les pilotes Woolf Barnato et Henri Tim Birkin.

## Baseball
- Les Philadelphia Athletics remportent les World Series face aux Cubs de Chicago.
- Babe Ruth devient le premier joueur de frapper 60 coups de circuit en une saison.

## Basket-ball
- Le Foyer alsacien Mulhouse champion de France.

## Cyclisme
- Le Belge Charles Meunier s’impose sur le Paris-Roubaix.
- 30 juin - 29 juillet, Tour de France : le Belge Maurice De Waele s’impose devant l’Italien Giuseppe Pancera et le Belge Joseph Demuysère.
  - Article détaillé : Tour de France 1929
- Le Belge Georges Ronsse s’impose sur le Championnat du monde sur route de course en ligne.

## Football
- 3 février : l'Espanyol Barcelone remporte la Coupe d’Espagne face au Real Madrid, 2-1.
- Rangers champion d’Écosse.
- Sheffield Wednesday FC est champion d’Angleterre.
- 6 avril : Kilmarnock FC remporte la Coupe d’Écosse face aux Rangers, 4-0.
- 27 avril : Bolton Wanderers FC remporte la Coupe d’Angleterre face à Portsmouth FC, 2-0.
- 5 mai : le SO Montpellier remporte la Coupe de France face au FC Cette, 2-0.
- 26 mai : le Rapid de Vienne est champion d'Autriche.
- Le Royal Anvers FC est champion de Belgique.
- Le PSV Eindhoven est champion des Pays-Bas.
- Le FC Barcelone remporte la première édition du Championnat d’Espagne.
- 30 juin : Huracan est champion d'Argentine.
- 7 juillet : le Bologne FC est champion d’Italie.
- 28 juillet : Fürth champion d’Allemagne en s'imposant en finale nationale 3-2 contre le Hertha BSC Berlin.
- 17 novembre : l'équipe d'Argentine remporte la Copa América.
  - Article détaillé : 1929 en football

## Football américain
- Packers de Green Bay champion de la National Football League. Article détaillé : Saison NFL 1929.

## Football canadien
- Coupe Grey : Tigers de Hamilton 14, Roughriders de Regina 3.

## Golf
- L’Américain Walter Hagen remporte le British Open.
- L’Américain Bobby Jones remporte l’US Open.
- L’Américain Leo Diegel remporte le tournoi de l’USPGA.

## Hockey sur glace
- 3 février : la Tchécoslovaquie remporte le championnat d'Europe devant la Pologne.
- Coupe Magnus : Chamonix est sacré champion de France.
- HC Davos est sacré champion de Suisse.
- Les Bruins de Boston remportent la Coupe Stanley 1929.

## Joute nautique
- Vincent Cianni remporte le Grand Prix de la Saint-Louis à Sète.

## Moto
- Bol d'or : Vroonen gagne sur une Gillet-Hertsal.

## Rugby à XV
- L’Écosse remporte le Tournoi.
- Quillan est champion de France.
- Le Middlesex champion d’Angleterre des comtés.
- Southland champion de Nouvelle-Zélande des provinces.
- Western Province champion d’Afrique du Sud des provinces (Currie Cup).

## Tennis
- Tournoi de Roland-Garros :
  - Le Français René Lacoste s’impose en simple hommes.
  - L’Américaine Helen Wills s’impose en simple femmes.
- Tournoi de Wimbledon :
  - Le Français Henri Cochet s’impose en simple hommes.
  - L’Américaine Helen Wills s’impose en simple femmes.
- championnat des États-Unis :
  - L’Américain Bill Tilden s’impose en simple hommes.
  - L’Américaine Helen Wills s’impose en simple femmes.
- Coupe Davis : l'équipe de France bat celle des États-Unis : 3 - 2.

## Naissances
- 17 janvier : Frances Dafoe, patineuse artistique canadienne († 23 septembre 2016).
- 6 février : Sixten Jernberg, skieur de fond suédois. († 14 juillet 2012).
- 10 février : Hallgeir Brenden, skieur de fond norvégien. († 21 septembre 2007).
- 15 février : Graham Hill, pilote automobile anglais, champion du monde de Formule 1 en 1962 et 1968. († 29 novembre 1975).
- 23 mars : Roger Bannister, athlète britannique. († 3 mars 2018).
- 10 avril : Mike Hawthorn, pilote de course automobile anglais, champion du monde de Formule 1 en 1958. († 22 janvier 1959).
- 14 mai : Gump Worsley, joueur canadien de hockey sur glace. († 26 janvier 2007).
- 2 juin : Ken McGregor, joueur de tennis australien. Vainqueur de l'Open d'Australie en 1952. († 1er décembre 2007).
- 14 juin : Alan Davidson, joueur de cricket australien, comptant 44 sélections en test cricket de 1953 à 1963. († 31 octobre 2021).
- 18 juillet : Richard Button, patineur artistique américain. († 30 janvier 2025).
- 10 août : Joseph Ujlaki, footballeur français d'origine hongroise. († 13 février 2006).
- 16 août : Helmut Rahn, footballeur allemand., champion du monde en 1954. († 14 août 2003).
- 3 septembre : Carlo Clerici, coureur cycliste suisse. († 28 janvier 2007).
- 10 septembre : Arnold Palmer, golfeur américain († 25 septembre 2016).
- 17 septembre : Stirling Moss, pilote automobile britannique.
- 25 septembre : Jacques Lepatey, joueur français de rugby à XV.
- 30 septembre : Sándor Kocsis, footballeur hongrois. († 22 juillet 1979).
- 22 octobre : Lev Yachine, footballeur russe, légendaire gardien de but de l'équipe d'Union soviétique. († 21 mars 1990).
- 31 octobre : Eddie Charlton, joueur australien de snooker et de billard anglais. († 7 novembre 2004).
- 13 décembre : Derek Dooley, footballeur et dirigeant sportif britannique. Ancien président de Sheffield United. († 5 mars 2008).
- 21 décembre : Bernard Pariset, judoka français. († 6 décembre 2004).

## Décès
- 25 octobre : James Lillywhite, 87 ans, joueur de cricket anglais. (° 23 février 1842).